# Pabellón Municipal O Gatañal

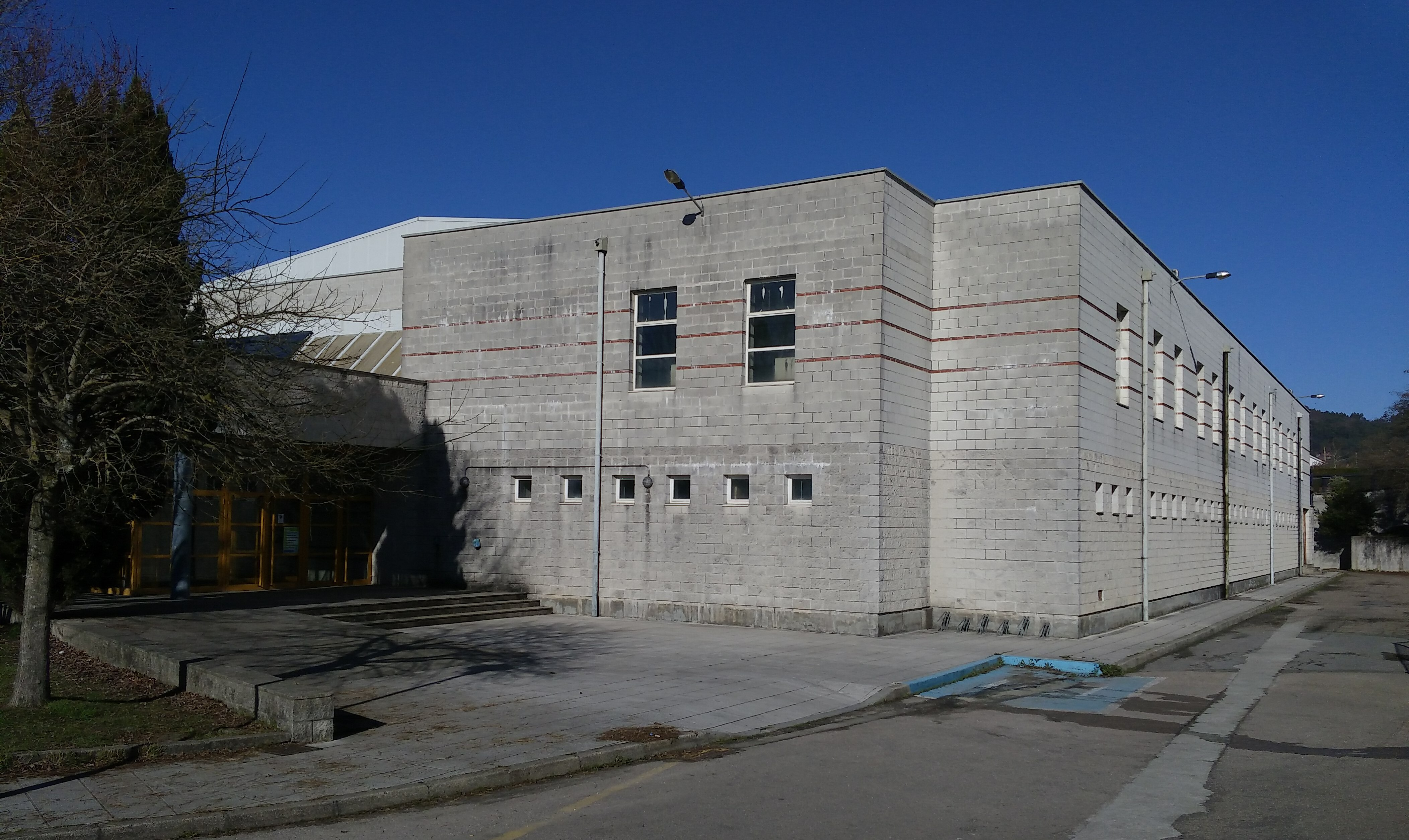

El Pabellón Municipal de O Gatañal es un recinto deportivo de la localidad gallega de Cangas de Morrazo, en la provincia de Pontevedra, donde juega sus partidos como local el Club Balonmán Cangas. Alberga una capacidad de alrededor de 3.000 espectadores.
Está situado en la carretera que une Cangas con Bueu a la altura de Darbo. El estadio se divide en dos gradas.

## Afición
El Gatañal siempre suele concentrar más de 1.000 personas. Varias veces, este estadio, ha alcanzado el máximo, con partidos contra el Barcelona o los derbis contra el Teucro.
- Datos: Q12397254
- Multimedia: Pavillón do Gatañal / Q12397254